# Mars Climate Orbiter
Mars Climate Orbiter, Tàu quỹ đạo Khí hậu Sao Hỏa (trước đây là Tàu thăm dò Sao Hỏa '98) là một tàu thăm dò không gian robot nặng 338 kg do NASA khởi động vào ngày 11 tháng 12 năm 1998 để nghiên cứu khí hậu sao Hỏa, bầu khí quyển sao Hỏa và các thay đổi bề mặt và đóng vai trò là rơle liên lạc trong chương trình Mars Surveyor '98 cho Mars Polar Lander. Tuy nhiên, vào ngày 23 tháng 9 năm 1999, giao tiếp với tàu vũ trụ đã bị mất khi tàu vũ trụ đi vào quỹ đạo, do phần mềm máy tính trên mặt đất tính toán theo đơn vị không phải SI là pound giây (lbf · s) thay vì đơn vị SI của newton-giây (N · s) được chỉ định trong hợp đồng giữa NASA và Lockheed. Tàu vũ trụ tiếp cận sao Hỏa trên một quỹ đạo đưa nó đến quá gần hành tinh và nó đã bị phá hủy trong bầu khí quyển hoặc quay trở lại không gian nhật tâm sau khi rời khỏi bầu khí quyển của sao Hỏa.

## Bối cảnh

### Lịch sử
Sau khi mất Mars Observer và bắt đầu chi phí gia tăng liên quan đến Trạm vũ trụ quốc tế trong tương lai, NASA bắt đầu tìm kiếm các tàu thăm dò nhỏ hơn, rẻ hơn cho các sứ mệnh liên hành tinh khoa học. Năm 1994, Hội đồng Công nghệ Tàu vũ trụ nhỏ được thành lập để thiết lập các hướng dẫn cho tàu vũ trụ thu nhỏ trong tương lai. Hội thảo xác định rằng dòng tàu vũ trụ thu nhỏ mới phải dưới 1000 kg với thiết bị tập trung cao độ. Năm 1995, một chương trình Mars Surveyor mới bắt đầu như một tập hợp các nhiệm vụ được thiết kế với mục tiêu hạn chế, chi phí thấp và thường xuyên ra mắt. Nhiệm vụ đầu tiên trong chương trình mới là Mars Global Surveyor, được đưa ra vào năm 1996 để lập bản đồ Sao Hỏa và cung cấp dữ liệu địa chất bằng các công cụ dành cho Mars Observer. Theo Mars Global Surveyor, Mars Climate Orbiter mang theo hai thiết bị, một thiết bị ban đầu dành cho Mars Observer, để nghiên cứu khí hậu và thời tiết của Sao Hỏa.
Các mục tiêu khoa học chính của nhiệm vụ này bao gồm:
- xác định sự phân bố nước trên sao Hỏa
- theo dõi thời tiết hàng ngày và điều kiện khí quyển
- ghi lại những thay đổi trên bề mặt sao Hỏa do gió và các hiệu ứng khí quyển khác
- xác định hồ sơ nhiệt độ của khí quyển sao Hỏa
- theo dõi lượng hơi nước và bụi trong khí quyển sao Hỏa
- tìm kiếm bằng chứng của sự thay đổi khí hậu sao Hỏa trong quá khứ.